# Wiesław Dawidowski
Wiesław Dawidowski (ur. 14 marca 1964 w Gdyni) – polski duchowny rzymskokatolicki, augustianin, doktor teologii, publicysta prasy katolickiej. W latach 2007–2012 prezenter telewizji religia.tv, w latach 2009–2013 chrześcijański współprzewodniczący Polskiej Rady Chrześcijan i Żydów, w latach 2012–2021 przełożony prowincjalny augustianów w Polsce.

## Życiorys

### Młodość i kapłaństwo
Urodził się w rodzinie kaszubskiej. W okresie stanu wojennego został skazany na pół roku więzienia za czyny związane z zaangażowaniem w podziemie antykomunistyczne. Podczas pobytu w więzieniu prowadził z grupą współwięźniów strajk głodowy w proteście przeciwko poniżającemu traktowaniu osadzonych kobiet. W 1987 wstąpił do zakonu augustianów. 14 czerwca 1991 otrzymał święcenia prezbiteratu. Ukończył studia na Akademii Teologii Katolickiej oraz na Papieskim Uniwersytecie Gregoriańskim. Uzyskał doktorat z teologii na podstawie rozprawy poświęconej myśli św. Augustyna, patrona jego zgromadzenia zakonnego.
Podczas studiów w Rzymie, w 1999 r. poznał Roberta Prevosta, ówczesnego prowincjała prowincji augustiańskiej w Chicago. Informacji tej udzielił w wywiadzie przeprowadzonym przez tygodnik "Zawsze Pomorze".
W latach 2001–2004 był proboszczem parafii św. Katarzyny Aleksandryjskiej w Krakowie. Następnie został budowniczym i przełożonym klasztoru augustianów w Łomiankach, jedynego polskiego ośrodka tej wspólnoty zakonnej poza Krakowem. W 2004 stanął również na czele Ośrodka Duszpasterstwa Archidiecezji Warszawskiej dla Obcokrajowców. Początkowo działało ono na prawach rektoratu, zaś w 2009 uzyskało status równy parafii. Również w 2009 został chrześcijańskim współprzewodniczącym Polskiej Rady Chrześcijan i Żydów, którym pozostawał do lipca 2013, kiedy to zrezygnował z zasiadania w Radzie z powodu konfliktu z żydowskim współprzewodniczącym Stanisławem Krajewskim, który bez uzgodnienia z o. Dawidowskim podpisał oświadczenie Rady popierające ks. Wojciecha Lemańskiego w jego sporze z własnym biskupem ordynariuszem. W czerwcu 2012 kapituła polskiej prowincji zakonu augustianów wybrała go na urząd prowincjała.

### Praca w mediach
O. Dawidowski był związany z kanałem religia.tv od początku jego istnienia do roku 2012, gdy stacja zakończyła produkcję własnych programów. Był jednym ze stałych prowadzących codziennego programu na żywo Rozmównica, pisał także bloga na stronie kanału. Publikuje również w Tygodniku Powszechnym, Więzi oraz W drodze.